# Aubigny-en-Artois
Aubigny-en-Artois ist eine französische Gemeinde mit 1484 Einwohnern (Stand 1. Januar 2022) im Département Pas-de-Calais in der Region Hauts-de-France; sie gehört zum Arrondissement Arras und zum Kanton Avesnes-le-Comte.

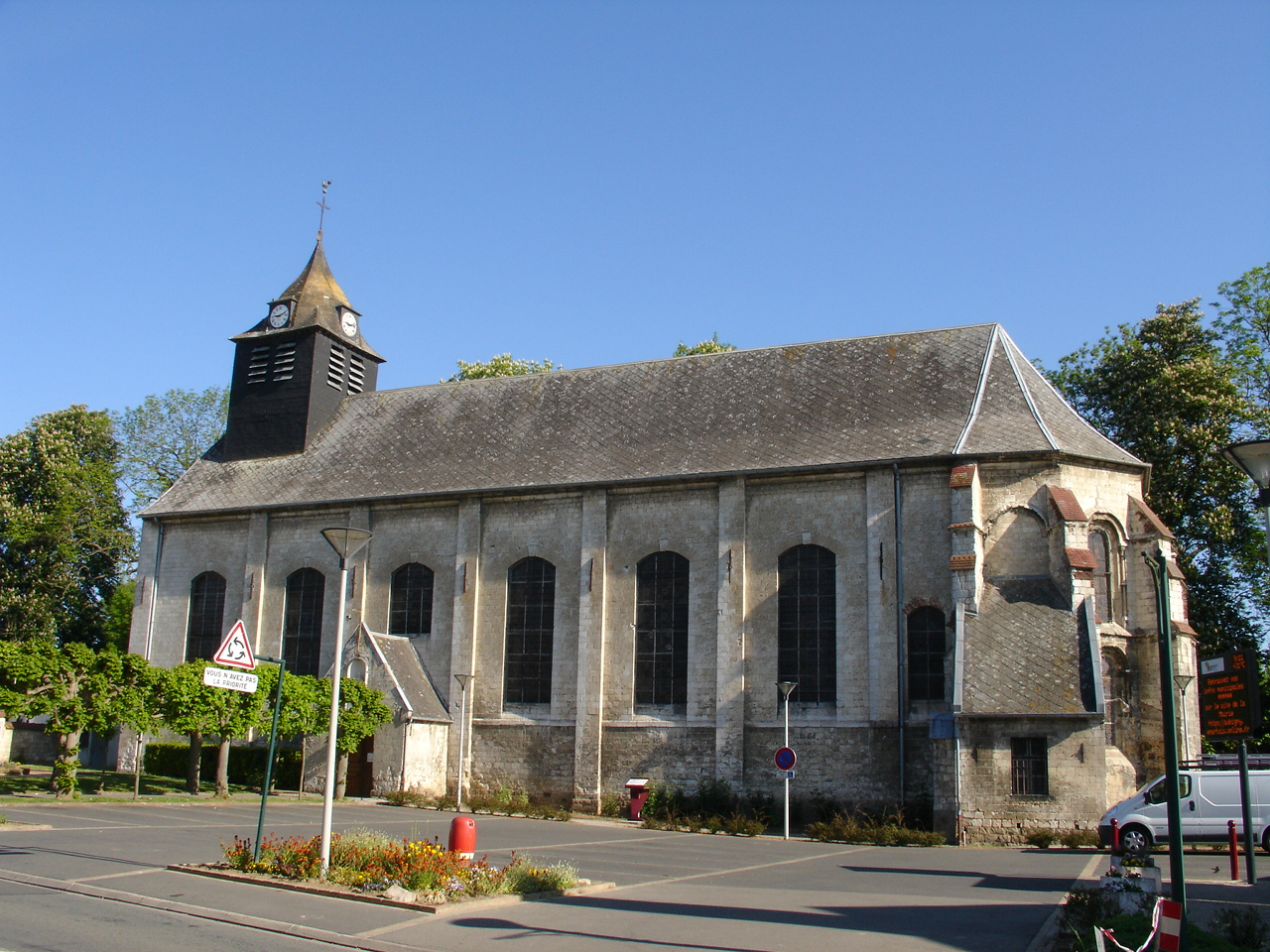
Kirche Saint-Kilien

## Lage
Die Gemeinde Aubigny-en-Artois liegt im Artois am Oberlauf der Scarpe, 16 Kilometer nordwestlich von Arras. Nachbargemeinden von Aubigny-en-Artois sind Villers-Châtel im Norden, Agnières im Osten, Hermaville im Süden, Tilloy-lès-Hermaville im Südwesten, Savy-Berlette im Westen sowie Mingoval im Nordwesten.

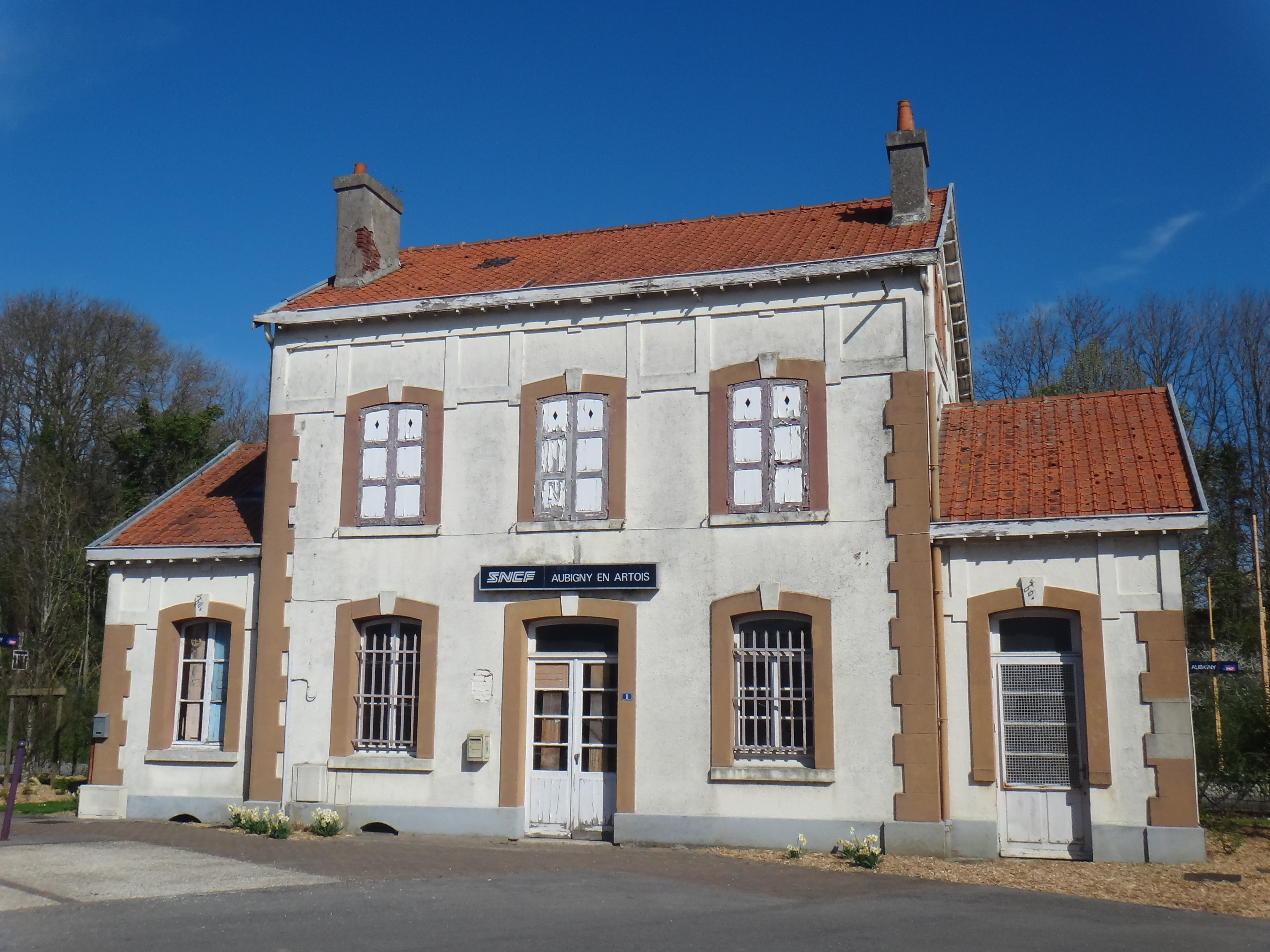
Bahnhof

## Bevölkerungsentwicklung
| Jahr                       | 1962 | 1968 | 1975 | 1982 | 1990 | 1999 | 2006 | 2015 | 2022 |
| -------------------------- | ---- | ---- | ---- | ---- | ---- | ---- | ---- | ---- | ---- |
| Einwohner                  | 1028 | 1131 | 1161 | 1330 | 1361 | 1360 | 1306 | 1461 | 1484 |
| Quellen: Cassini und INSEE |      |      |      |      |      |      |      |      |      |

## Sehenswürdigkeiten
- Kirche Saint-Kilien
- Wasserturm